# Коширже
Коширже (чеськ. Košíře) — міський район і кадастровий квартал Праги. Він розташований в долині Мотольського потоку (на даний час пущеного в трубах) на його правому березі. З півночі та сходу межує зі Сміховом, на заході з Мотолем, на півдні з районами Їнониці та Радлиці; входить до міського адміністративного району Прага 5.

## Коротка історія
Коширже до другої половини XIX ст. був селом, оточеним виноградниками. В XVI–XVII ст. селом володіли представники роду Мислікових з Гиршова (Myslíkové z Hyršova). Воно почало розвиватись до свого теперішнього вигляду одночасно з розвитком промисловості в Сміхові (в Коширжах проживали робітники сміховських заводів). У 1895 році Коширже стало містом, а в 1922 році — частиною Великої Праги.
По сучасній вулиці Пльзеньській проходить одна з найстаріших ліній електричного трамваю на території сучасної Праги (у 1896 році мер міста Коширже Матей Главачек ввів в експлуатацію приватну електричну залізницю Сміхов–Коширже).
У липні 1905 року Коширже постраждав від раптової повені, коли Мотольський потік розлився і затопив будинки в його долині.

## Характер району
Найбільш забудовані частини Коширже — долина (на сьогодні взятого в труби Мотольського потоку) і північний схил гори Відуле. Забудова в долині складається переважно з багатоквартирних будинків; на схилі розташовані переважно вілли. Основну частину забудови Коширже було здійснено до Другої світової війни, тож у наступні роки в районі не було масового панельного будівництва (за винятком декількох панельних будинків біля зупинки громадського транспорту Кавалірка). В наш час Коширже і далі забудовується.
Західна частина Коширже складається головним чином з природного парку Коширже-Мотол з колишнім виноградарським маєтком Цибулка, за назвою якого місцеві жителі інколи називають і лісопарк.

## Визначні місця
Над Коширжською площею розташована одна з домінуючих споруд Коширже, збудований в стилі функціоналізму костел св. Яна Непомуцького (будівництво завершене в 1942 р.); другою домінантою є колишній Завод пристроїв та автоматизації (ZPA Košíře) у Відулі.
У Коширжському кадастровому кварталі збереглися кілька садиб, наприклад Шмукиржка, Цибулка або Будянка. До району (на території кадастрового кварталу Сміхова) тісно примикає історичне Малостранське кладовище, де похований Вацлав Ян Томашек. На цьому ж кладовищі був похований Карел Яромир Ербен, але його останки в 1908 році перепоховали на Ольшанському кладовищі.
В районі працює відділення міської бібліотеки.

## Транспорт

### Громадський транспорт
Забезпечується трамваями на лінії Житловий масив Ржепи – Андєл (Sídliště Řepy – Anděl) та автобусами маршруту № 123; 

### Автомобільний транспорт
Через територію Коширж проходять дві важливі транспортні магістралі: вулиця Пльзеньська, яка з’єднує центр Праги та Пльзень, і вулиця Врхліцького, що забезпечує з'єднання в протилежному напрямку. Обидві вулиці також з'єднують західні передмістя Праги з власне Прагою.

### Залізничний транпорт
На півдні району проходить залізнична лінія № 122, яка має тут 2 зупинки — Прага-Цибулка та Прага-Стодулки.

## Сусідні райони
- Їнониці
- Радлиці
- Сміхов
- Мотол